# Advanced Micro Devices
Advanced Micro Devices (AMD) is een bedrijf uit Santa Clara, Californië, in de Verenigde Staten. AMD produceert microprocessoren en videokaarten ten behoeve van personal computers en kunstmatige intelligentie.
Sinds 2 januari 2015 staat AMD aan de NASDAQ genoteerd.

## Geschiedenis
Advanced Micro Devices (AMD) werd opgericht door Jerry Sanders, samen met zeven van zijn collega's van Fairchild Semiconductor, op 1 mei 1969. In september 1969 vestigde AMD zich in Sunnyvale, in de staat  Californië. AMD werd aanvankelijk een tweede leverancier van microchips die waren ontworpen door Fairchild en National Semiconductor. AMD viel op door een goede kwaliteitscontrole. In november 1969 produceerde het bedrijf zijn eerste product de Am9300. In 1970 produceerde AMD zijn eerste eigen product, de Am2501, die zeer succesvol was. In 1971 bereikte AMD al een omzet van US$ 4,6 miljoen.
In 1977 ging AMD een joint venture aan met Siemens. Siemens kocht een minderheidsbelang van 20% in AMD en met dit geld kon AMD zijn productiecapaciteit uitbreiden. De twee bedrijven richtten ook gezamenlijk Advanced Micro Computers (AMC) op, gevestigd in Silicon Valley en in Duitsland. In 1979 kocht AMD het belang van Siemens in AMC en twee jaar later werd AMC verkocht nadat AMD zich had gericht op de productie van Intel x86-microprocessoren. De totale omzet in 1978 was ruim US$ 100 miljoen en in 1979 kregen de aandelen AMD een notering aan de New York Stock Exchange.

### Partner van Intel
Het x86-tijdperk begon voor AMD tegelijk met de introductie van de IBM-PC. IBM eiste destijds van Intel als voorwaarde voor het gebruik van de 8088 dat er een tweede leverancier voor deze processor zou komen. Intel benaderde haar toenmalige partner AMD. De twee sloten een contract voor technologieruil met een looptijd van 10 jaar. De handtekeningen werden geplaatst in oktober 1981 en de samenwerking ging formeel van start in februari 1982. AMD kreeg hiermee de beschikking over de ontwerpen van Intel-processoren en werd hierdoor de tweede leverancier van x86-processoren.
Deze processoren werden oorspronkelijk onder dubbel merk uitgeleverd, op de processor was zowel het Intel- (ontwerper) als het AMD-logo (fabrikant) te vinden. Concurrentie vond plaats op basis van fabricagetechnieken, beide fabrikanten maakten exact dezelfde processor en de fabricagetechniek bepaalde enigszins de maximale snelheid. Dit ging enkele jaren goed totdat over het gebruik van de 80386-processor een hevige strijd ontstond. Na een lange juridische strijd besliste een arbitragecommissie in 1995 in het voordeel van AMD.
Ondertussen leverde AMD sinds de 80386-processoren uit onder het eigen merk. AMD had zijn fabricagetechnieken bij de 80486 dusdanig goed onder de knie dat het exact dezelfde processoren op een hogere snelheid kon laten lopen van 40 Megahertz tegen 33 MHz bij Intel.

### Eigen weg
De beslissing van de arbitragecommissie in 1995 had een belangrijk gevolg. AMD kreeg tot 2009 rechten om x86-processoren te maken, maar Intel was niet langer verplicht zijn toekomstige ontwerpen met AMD te delen. AMD moest dus eigen processoren gaan ontwerpen.
AMD meldde op 24 juli 2006 ATI Technologies over te nemen. AMD betaalde US$ 4,3 miljard en 58 miljoen eigen aandelen hetgeen het totaal bracht op US$ 5,4 miljard. Deze fusie werd afgerond op 25 oktober 2006. ATI werd onderdeel van AMD. Enige tijd later vielen alle ATI-producten onder de AMD-vlag.
In oktober 2020 werd de overname bekend gemaakt van Xilinx. De overname betekent een uitbreiding van het productaanbod waaronder servers voor datacenters nu de vraag naar chips voor pc's afneemt. De Xilinx-aandeelhouders krijgen voor elk aandeel 1,7234 aandelen AMD, en na de overname hebben de oud-aandeelhouders van Xilinx 26% van de aandelen van AMD in handen. Na de goedkeuring door aandeel- en toezichthouders werd de transactie op 14 februari 2022 afgerond.
In 2024 werd de overname aangekondigd van ZT Systems, een leverancier van AI-infrastructuur voor US$ 4,9 miljard.  AMD kan hierdoor beter concurreren met marktleider NVIDIA. ZT Systems telde 2500 medewerkers en behaalde een omzet van US$ 10 miljard. De overname is opportuun omdat de vraag naar AI-oplossingen sterk stijgt. Op 31 maart 2025 werd deze overname afgerond. AMD zal het grootste deel, de productiefaciliteiten, van ZT Systems afstoten omdat dit niet past bij AMD. Eind maart 2025 tekende het hiervoor een verkoopcontract met Sanmina, die bereid is ongeveer US$ 3 miljard te betalen. Na deze verkoop blijven bij AMD zo'n 1000 ZT Systems medewerkers over.
Begin augustus 2025 werd bekend dat AMD akkoord is gegaan om 15% van de omzet uit de verkoop van geavanceerde computerchips aan China aan de Amerikaanse overheid af te dragen, een hoogst ongebruikelijk besluit.

## Activiteiten

### Producten

#### Processoren

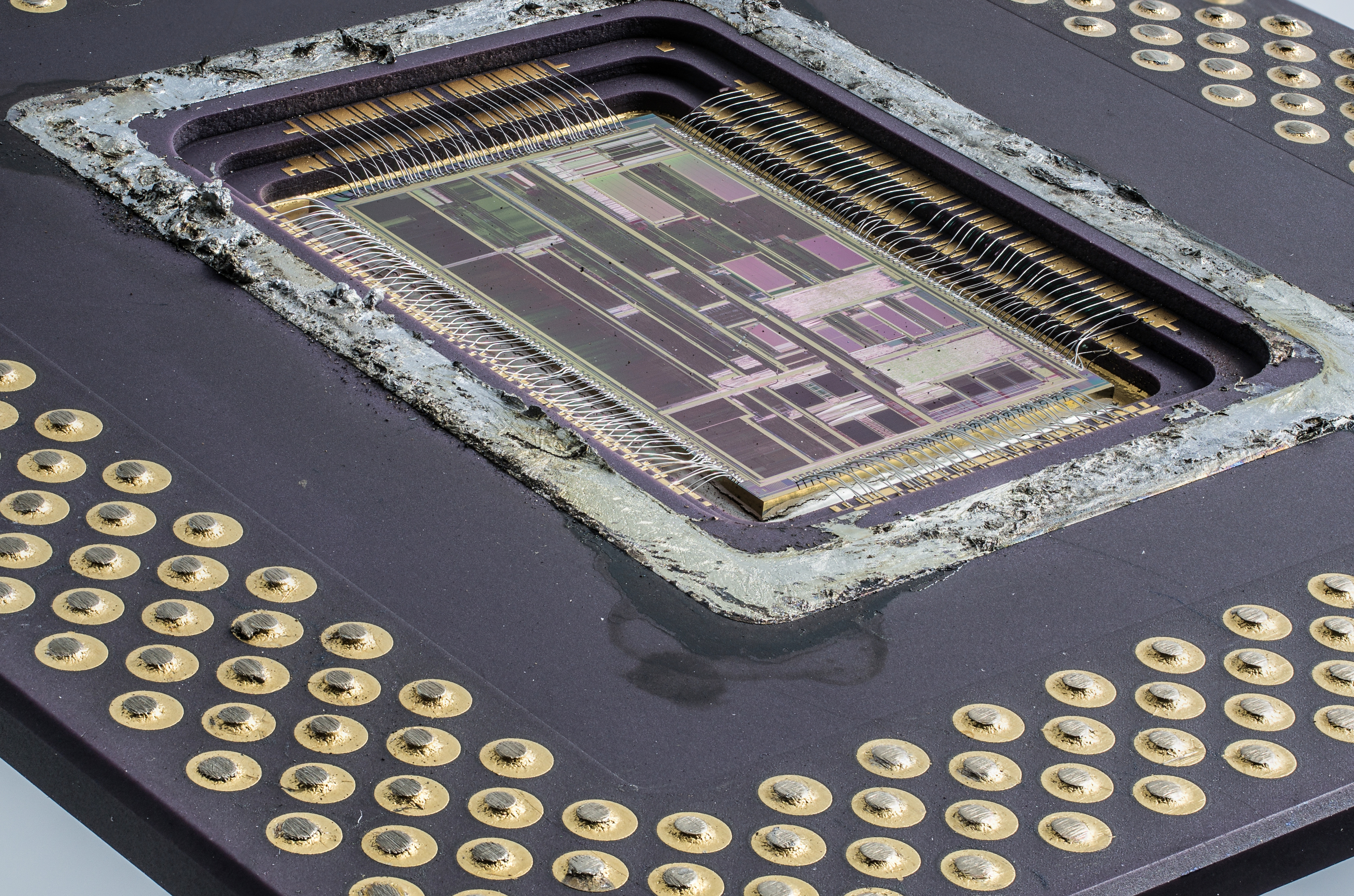
AMD K5 PR133 met verwijderde heatspreader

AMD kwam aanvankelijk met de K5. Deze moest met de Pentium gaan concurreren. De K stond voor Kryptoniet, het metaal waarmee Superman (waarmee verwezen wordt naar Intel) machteloos wordt. Deze processor was gebaseerd op de 29000-serie van AMD zelf. Ontwikkel- en productieproblemen zorgden er echter voor dat deze processor te laat op de markt kwam om nog een grote impact te hebben. De prestaties waren echter wel goed. De eerste versies van de K5 waren net zo snel als een Pentium. Latere iteraties (herhaalde versies) waren veel sneller. Zo evenaarde een K5 van 116 MHz de prestaties van een Pentium van 166 MHz, echter alleen voor integers. De FPU bleef hetzelfde en had daardoor dezelfde prestaties als de Pentium op 116 MHz.
AMD kocht in 1996 het bedrijf NexGen aan. Dit bedrijf was bezig met de ontwikkeling van hun tweede x86-processor, de Nx686. Deze processor was een verbetering van hun eerste processor, de Nx586 die CISC-instructies van de x86-architectuur intern vertaalde naar RISC-instructies. Het hart van de processor werd gevormd door een zeer moderne superscalaire RISC-processor. Deze door NexGen ontwikkelde processor werd door AMD van een Pentium-pin-out voorzien en omgedoopt van Nx686 naar K6.
De K6 presteerde op veel punten beter dan de Pentium van Intel. De opvolger, de Pentium II, presteerde vervolgens beter dan de K6. Intel had namelijk veel werk gemaakt van de FPU van de Pentium II, terwijl AMD de FPU eenvoudig had gehouden om de productiekosten van de K6 in de hand te houden.
Dit veranderde met de Athlon in 1999. De Athlon was een vervolmaking van het K6-ontwerp en hij presteerde over de gehele linie beter dan de concurrerende processoren van Intel. Het betekende de echte doorbraak van AMD en gaf de mogelijkheid om een tijd lang betere processoren te hebben dan Intel.
Na de Athlon volgde de Athlon XP in 2001. De belangrijkste verbeteringen ten opzichte van de Athlon waren een geïntegreerde L2-cache en een prefetching-eenheid. De Athlon XP concurreerde met de eerste Pentium 4's. De aanduiding XP betekende officieel eXtra Performance, maar dit werd naar het publiek toe niet breed uitgemeten. Het was vanuit marketing-oogpunt vooral bedoeld om een verbinding te suggereren met het besturingssysteem Windows XP van Microsoft. Hoewel de Athlon-processoren van AMD een lagere kloksnelheid hadden, presteerden ze beter dan de Pentium 4-processoren van Intel. De snelheid van Athlon XP's werd daarom niet uitgedrukt in kloksnelheden, maar in quantispeed. Bijvoorbeeld, een Athlon XP 1700+ werd vergeleken met een Intel Pentium 1,7 GHz, terwijl de kloksnelheid enkele honderden megahertzen lager lag. (Het feit dat de XP sneller zou zijn dan een gelijkgeklokte Intel Pentium 4 Processor klopt in de praktijk maar deze performance rating (PR) was officieel ten opzichte van AMD's eigen Athlon, niet ten opzichte van Intels Pentium 4).
AMD maakte zich klaar voor een nieuwe stap. De Athlon 64 werd ontwikkeld in 2003. Dit was de eerste 64 bit-processor binnen het x86-domein maar had daarnaast als belangrijkste snelheidsverhogende wijziging een geïntegreerde verbinding met het geheugen. Nadeel van de geïntegreerde verbinding was dat bij een wijziging in de geheugentechnieken ook de processor door AMD gewijzigd zou moeten worden.
De dual core-processoren deden hun intrede. Deze processoren bevatten twee kernen die door AMD direct met elkaar gekoppeld waren. AMD bracht zijn dual core-processoren uit onder de naam Athlon 64 X2 maar nog steeds op socket 939. Ook Intel reageerde en maakte de Pentium D, nog steeds gebaseerd op de Pentium 4-NetBurst-architectuur. Maar toen Intel ze uiteindelijk uitbracht was de prestatie ondermaats om een echte concurrent te zijn voor de AMD X2-dual core. Ook de hoge temperatuur die de processoren te verduren hadden, was slecht voor het vertrouwen. Wel had Intel al in een vroeg stadium ondersteuning voor DDR2-SDRAM-geheugen, iets wat AMD zeer laat op de markt bracht om de kosten in de hand te houden aangezien DDR2 lang duurder was dan DDR-geheugen.
Toen AMD uiteindelijk een nieuwe socket uitbracht die ondersteuning had voor DDR2, genaamd AM2 was dit een grote teleurstelling. De consumenten hadden genoeg van de vele veranderingen van processoren die AMD maakte en de prestaties van de AM2 waren niet beter ten opzichte van de voorganger.
Toen Intel de Core 2 Duo (codenaam Conroe) introduceerde die beter presteerde en minder stroom verbruikte, kwam dat als een slag voor AMD. AMD kon niet concurreren met hun Athlon 64 X2-processoren en de introductie van hun K10-generatie Phenom- en Opteron-processoren bleek tegen te vallen. Ondanks dat deze processoren de eerste native quad core-processoren waren, waren de quad core-versies van Intels Core 2-processoren toch iets sterker en sneller. Daarnaast had AMD te maken met een ernstige bug in de L3-cache die alleen opgelost kon worden door sterk prestatieverlagende maatregelen te nemen.
Intel maakte al enige tijd quad core-processoren voor servers en het desktopsegment. Het verschil met de quad-core-AMD was dat Intel twee dual cores in één verpakking zette. Native quad core wil zeggen dat de processor uit één chip bestaat en niet twee gekoppelde dual cores. Daarnaast heeft AMD triple cores. Deze cpu's hebben drie geactiveerde cores. Hiervoor gebruikt AMD een quadcore waarvan één core niet goed functioneert en wordt uitgeschakeld.
Met de introductie van de Phenom II kwam AMD weer enigszins in de buurt ten opzichte van de dual en quad cores van Intel die gebaseerd waren op de Core 2-architectuur. Intel had ondertussen echter niet stilgezeten en had inmiddels de Core i7 met de nieuwe Nehalem-architectuur geïntroduceerd. De Intel-processoren gebaseerd op de Nehalem-architectuur combineerden de kracht van de rekenkernen van de Core 2-architectuur met een aantal verbeteringen die vergelijkbaar waren met vernieuwingen die AMD enkele jaren eerder had geïntroduceerd met de Athlon 64/Opteron processoren, zoals de geïntegreerde geheugencontroller en QuickPath (Intels variant van AMD’s HyperTranport). Een Phenom II quadcore moet in de meeste benchmarks zijn meerdere erkennen in de Intel Nehalem quadcore processor op vergelijkbare klokfrequentie.
Met de introductie van de Phenom II X6 bracht AMD de six core-processoren naar de desktopmarkt. Maar zelfs met deze processoren kon AMD de opgelopen achterstand op Intel niet inhalen. Alleen in applicaties die goed gebruik konden maken van de extra rekenkernen kon een Phenom II six core enigszins gelijkwaardige resultaten neerzetten als een vergelijkbare Intel Nehalem quad core. Het voordeel van AMD hierbij is wel dat een vergelijkbaar presterende six core amper 35% kost van een Intel Core I7 (Nehalem).
Daarna heeft AMD de Bulldozer-architectuur ontwikkeld in 2011 en op de markt gebracht als de FX-processor. Het was een nieuw ontwerp en geen doorontwikkeling van een andere architectuur. Het pakte minder goed uit dan bedacht; in veel applicaties werden de Bulldozer-cpu's niet optimaal gebruikt. Er zijn drie herzieningen geweest; Piledriver, Steamroller en Excavator. De chips zijn gemaakt op een 32 nanometer-proces (nm), en zijn anno 2019 nog steeds in productie.
In 2017 heeft AMD de productielijn van de Zen-architectuur uitgebracht. Ondertussen zijn alle Ryzen-processoren uitgebracht. Ze zijn gecategoriseerd in vier groepen genaamd Ryzen 9, Ryzen 7, Ryzen 5 en Ryzen 3. Medio 2019 bracht AMD nieuwe cpu's uit met de Zen 2-architectuur.

#### Andere producten
Naast microprocessoren produceert AMD ook flashgeheugen met haar dochteronderneming Spansion, met name voor gebruik in embedded systemen en mobiele telefoons. Ook maakt het videochips voor videokaarten en ingebouwde videochips in de processor.

### Resultaten
De omzet van AMD is sinds 2020 bijna verdrievoudigd. Het bedrijfsonderdeel Data Centre is de belangrijkste drijfveer achter deze groei, de omzet van dit bedrijfsonderdeel steeg van US$ 1,7 miljard in 2020 naar US$ 12,6 miljard in 2024. Ongeveer twee derde van de omzet wordt gerealiseerd buiten de Verenigde Staten en de Volksrepubliek China is een grote buitenlandse afnemer. In de periode van 2022 tot en met 2024 gaf het bedrijf gemiddeld een kwart van de omzet uit aan onderzoek en ontwikkeling (R&D).
| Jaar | Omzet           | Bedrijfs- resultaat | Netto- resultaat | Werknemers |
| Jaar | (× US$ miljoen) | (× US$ miljoen)     | (× US$ miljoen)  | Werknemers |
| ---- | --------------- | ------------------- | ---------------- | ---------- |
| 2000 | 4644            | 889                 | 983              |            |
| 2005 | 4972            | 232                 | 165              | 9860       |
| 2010 | 6494            | 848                 | 471              | 11.100     |
| 2015 | 3991            | −481                | −660             | 9100       |
| 2020 | 9763            | 1369                | 2490             | 12.600     |
| 2021 | 16.434          | 3648                | 3162             | 15.500     |
| 2022 | 23.601          | 1264                | 1320             | 25.000     |
| 2023 | 22.680          | 401                 | 854              | 26.000     |
| 2024 | 25.785          | 1900                | 1641             | 28.000     |

### Fabrieken
AMD was eigenaar van verschillende fabrieken, waaronder het bekende Fab30 in Dresden, Duitsland. Hier werden onder andere de Athlon 64- en Opteron-processoren geproduceerd op een 65nm-procedé. Tegenwoordig doen ze dit met een 45nm-proces.
In 2005 is een nieuwe fabriek geopend, ook in Dresden. Deze fabriek is Fab36 genoemd, omdat hij 36 jaar na de oprichting van AMD in 1969 is geopend. Door Fab36 denkt AMD het productietekort op te lossen dat onder andere de reden zou zijn dat Dell geen computers verkocht met AMD-processoren. Fab36 zal in plaats van de 200mm-wafers, die in Fab30 worden geproduceerd, 300mm-wafers gaan maken. Het aantal processoren per wafer wordt aanzienlijk hoger. Naast dat er een nieuwe fabriek is gebouwd om de capaciteit te verhogen, worden er ook 65 nm-chips geproduceerd in een fabriek van het bedrijf Chartered.
In oktober 2008 maakte AMD bekend dat het zijn fabrieken gaat afstoten om de winstgevendheid van het bedrijf te verhogen en de kosten te drukken. Het nieuwe bedrijf dat de fabrieken beheert is GlobalFoundries. Dit is een joint venture van AMD en Advanced Technology Investment Company (ATIC). Laatstgenoemde kreeg 65,8% van de aandelen en AMD de rest. Qua stemrecht is het anders verdeeld, hier is het precies 50% om 50%, omdat AMD van Intel niet meer dan 15% van zijn chipproductie mag uitbesteden (dit staat in de cross-licence die de bedrijven hebben over de x86-architectuur), wat het in principe doet door de fabrieken af te stoten. Daarnaast zal dit bedrijf ook chips voor andere bedrijven produceren en zal AMD hier zijn eigen chips van ATI produceren.